# Litoria verae
Espèce
Statut de conservation UICN

 DD  : Données insuffisantes
Litoria verae est une espèce d'amphibiens de la famille des Pelodryadidae.

## Répartition
Cette espèce est endémique de Nouvelle-Guinée occidentale en Indonésie. Elle se rencontre  dans la province de Papouasie occidentale à environ 650 m d'altitude sur le versant oriental des monts Wondiwoi dans la péninsule Wandammen,.

## Description
Les mâles mesurent jusqu'à 35 mm et la femelle 40,8 mm.

## Étymologie
Cette espèce est nommée en l'honneur de Vera Heinrich.

## Publication originale
- Günther, 2004 : Two new treefrog species of the genus Litoria (Anura: Hylidae) from the west of New Guinea. Zoologische Abhandlungen. Staatliches Museum für Tierkunde in Dresden, vol. 54, p. 163–175.